# Карпетани

Ареал карпетанів

Карпета́ни (грец. Καρπητανοὶ, Karpitanoí; лат. carpetani, ісп. carpetanos) — у ІІІ ст. до н.е. — I ст. до н.е  один із кельтських доримських народів Піренейського півострова. Згадуються в античних авторів, зокрема в «Географії» Страбона. Мешкали на південному сході центрального високогірного плато півострова, від басейну річки Таг до річки Гвадіана. Були споріднені з кельтіберами. Складали племінну конфедерацію. Керувалися правителями-королями (лат. reguli). Найбільше місто — Толетум (сучасне Толедо). 219 року до н.е. переможені Ганнібалом. Як найманці брали участь на боці карфагенян у війнах з Римом. Не згадуються після римського завоювання Іспанії.